# Dekanija Šmarje pri Jelšah
Dekanija Šmarje pri Jelšah je bila rimskokatoliška dekanija Kozjanskega naddekanata Škofije Celje. Ukinjena je bila 1. septembra 2021 ob reorganizaciji naddekanatov in dekanij, pri čemer je bila z Dekanijo Kozje in Dekanijo Rogatec združena v novo Dekanijo Kozje - Rogatec - Šmarje pri Jelšah.

## Župnije
1. Župnija Dramlje
2. Župnija Kalobje
3. Župnija Ponikva
4. Župnija Sladka Gora
5. Župnija Slivnica pri Celju
6. Župnija Sv. Štefan pri Žusmu
7. Župnija Šentjur pri Celju
8. Župnija Šentvid pri Grobelnem
9. Župnija Šmarje pri Jelšah
10. Župnija Zibika
11. Župnija Žusem